# Municipio de Logan (condado de Ogemaw)
El municipio de Logan (en inglés: Logan Township) es un municipio ubicado en el condado de Ogemaw en el estado estadounidense de Míchigan. En el año 2010 tenía una población de 551 habitantes y una densidad poblacional de 5,91 personas por km².

## Geografía
El municipio de Logan se encuentra ubicado en las coordenadas 44°18′2″N 83°56′24″O / 44.30056, -83.94000. Según la Oficina del Censo de los Estados Unidos, el municipio tiene una superficie total de 93.21 km², de la cual 91,25 km² corresponden a tierra firme y (2,11 %) 1,97 km² es agua.

## Demografía
Según el censo de 2010, había 551 personas residiendo en el municipio de Logan. La densidad de población era de 5,91 hab./km². De los 551 habitantes, el municipio de Logan estaba compuesto por el 98,91 % blancos, el 0,18 % eran amerindios, el 0,18 % eran asiáticos, el 0,36 % eran de otras razas y el 0,36 % eran de una mezcla de razas. Del total de la población el 1,09 % eran hispanos o latinos de cualquier raza.